# حریت
روزنامهٔ حُریت (به ترکی استانبولی: Hürriyet Gazetesi) یکی از روزنامه‌های پرشمارگان ترکیه است که مالک آن شرکت رسانه‌ای دوغان است.
وبگاه اینترنتی این روزنامه در ژوئن سال ۲۰۱۱ با ۹ میلیون و ۴۵۳ هزار بازدید کننده در قاره اروپا به عنوان چهارمین سایت خبری پربیننده شناخته شده‌است.

## تاریخچه
امتیاز روزنامه حریت در سال ۱۹۴۸ از سوی سدات سیماوی اخذ شده و در اول می۱۹۴۸ نیز انتشار آن آغاز شده‌است.
بعد از مرگ سدات سیماوی در سال ۱۹۵۳، صاحب امتیازی این روزنامه نیز توسط پسرانش خلدون و ارول سیماوی ادامه یافت.
امتیاز این روزنامه در سال ۱۹۹۴ از سوی گروه رسانه‌ای دوغان خریداری شد و سایت اینترنتی روزنامه نیز از سال ۱۹۹۷ تا کنون به فعالیت خود ادامه می‌دهد.
میزان فروش این روزنامه در هفته سوم ماه اوت ۲۰۱۱ برابر با ۴۲۰ هزار نسخه بوده‌است و از این لحاظ در جایگاه سوم بعد از روزنامه‌های زمان و پُستا قرار گرفته‌است.

## حریت اروپا
به دنبال موج مهاجرت کارگران ترک به آلمان، روزنامه حریت در سال ۱۹۶۴ توزیع روزنامه را از طریق ارسال هوایی به آلمان و دیگر کشورهای اروپایی آغاز نمود. به دنبال افزایش استقبال از این روزنامه، در سال ۱۹۷۰ چاپ روزنامه به‌طور همزمان با ترکیه از دهه ۱۹۷۰ آغاز گردید.